# West Milton (Ohio)
West Milton es una villa ubicada en el condado de Miami en el estado estadounidense de Ohio. En el Censo de 2010 tenía una población de 4630 habitantes y una densidad poblacional de 534,91 personas por km².

## Geografía
West Milton se encuentra ubicada en las coordenadas 39°57′30″N 84°19′34″O / 39.95833, -84.32611. Según la Oficina del Censo de los Estados Unidos, West Milton tiene una superficie total de 8.66 km², de la cual 8.4 km² corresponden a tierra firme y (2.93%) 0.25 km² es agua.

## Demografía
Según el censo de 2010, había 4630 personas residiendo en West Milton. La densidad de población era de 534,91 hab./km². De los 4630 habitantes, West Milton estaba compuesto por el 97.41% blancos, el 0.5% eran afroamericanos, el 0.06% eran amerindios, el 0.28% eran asiáticos, el 0.04% eran isleños del Pacífico, el 0.19% eran de otras razas y el 1.51% pertenecían a dos o más razas. Del total de la población el 0.8% eran hispanos o latinos de cualquier raza.